# AEGON Trophy 2013

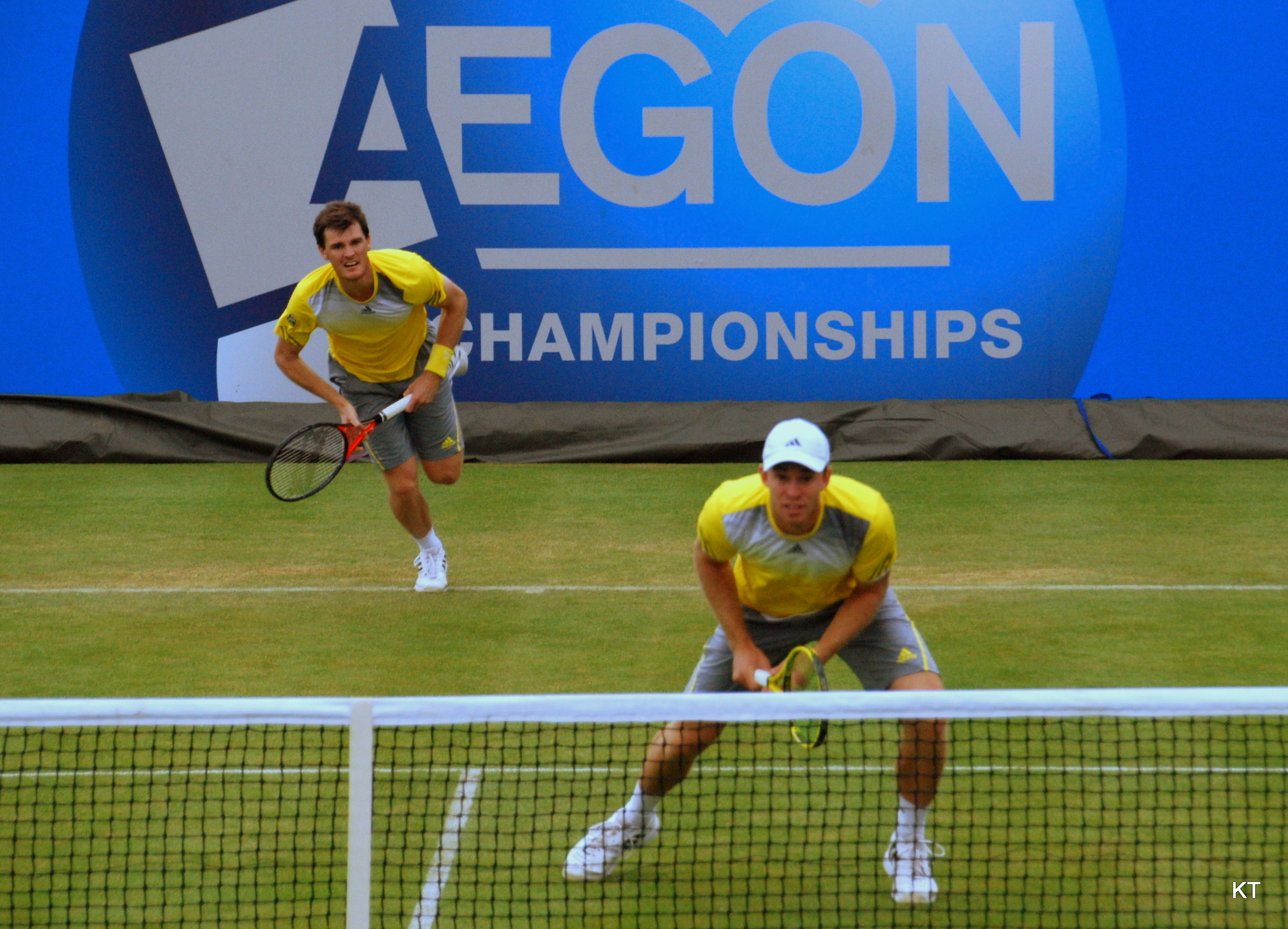
Победители парного турнира у мужчин — британец Джейми Маррей и австралиец Джон Пирс.

AEGON Trophy 2013 — пятый розыгрыш ежегодного профессионального международного теннисного турнир, проводимый ITF в рамках своего женского тура и ATP в рамках своего тура Challenger в Ноттингеме, Великобритания. Соревнования прошли с 3 по 9 июня.
Прошлогодние чемпионы:
- Мужской одиночный разряд:  Беньямин Беккер
- Женский одиночный разряд:  Урсула Радваньская
- Мужской парный разряд:  Трет Конрад Хьюи /  Доминик Инглот
- Женский парный разряд:  Элени Данилиду /  Кейси Деллакква

## Соревнования

### Мужчины. Одиночный турнир
Мэттью Эбден обыграл  Беньямина Беккера со счётом 7-5, 4-6, 7-5.
- Эбден выигрывает свой дебютный титул на соревнованиях серии.

### Женщины. Одиночный турнир
Петра Мартич обыграла  Каролину Плишкову со счётом 6-3, 6-3.
- Мартич выигрывает свой 1-й титул в сезоне и 3-й за карьеру в туре федерации.

### Мужчины. Парный турнир
Джейми Маррей /  Джон Пирс обыграли  Кена Скупски /  Нила Скупски со счётом 6-2, 6-73, [10-6].
- Маррей выигрывает свой 1-й титул в сезоне и 11-й за карьеру на соревнованиях серии.
- Пирс выигрывает свой 1-й титул в сезоне и 8-й за карьеру на соревнованиях серии.

### Женщины. Парный турнир
Мария Санчес /  Никола Слейтер обыграли  Габриэлу Дабровски /  Шэрон Фичмен со счётом 4-6, 6-3, [10-8].
- Санчес выигрывает свой 1-й титул в сезоне и 7-й за карьеру в туре федерации.
- Слейтер выигрывает свой 2-й титул в сезоне и 5-й за карьеру в туре федерации.